# 田畑毅
田畑 毅（たばた つよし、1972年（昭和47年）5月2日 - ）は、日本の政治家、行政書士。元衆議院議員（3期）。
交際中の女性との性交の際に盗撮をし、女性から準強制性交容疑で刑事告訴され、2019年3月に議員辞職した。その後、女性との間に示談が成立し、女性側が刑事告訴や被害届を取り下げたことで不起訴処分となった。

## 経歴
埼玉県毛呂山町生まれ。
1991年（平成3年） 3月、埼玉県立川越高等学校卒業。1994年（平成6年）1月、行政書士試験合格。1995年（平成7年）3月、早稲田大学法学部卒業。同年4月、日本銀行入行。1997年（平成9年）7月から1999年（平成11年）7月まで、自治省財政局へ出向。2000年（平成12年）から2005年（平成17年）まで、名古屋支店勤務。
2008年（平成20年）7月に日本銀行を退職し、8月、行政書士登録・開業。
2012年（平成24年）12月の第46回衆議院議員総選挙に比例東京ブロックから、自由民主党比例名簿29位（比例単独候補）で立候補し、初当選
。
2014年（平成26年）12月の第47回衆議院議員総選挙に比例東京ブロックから自由民主党比例名簿29位（比例単独候補）で立候補するものの、次点で落選
。
2016年（平成28年）10月11日、若狭勝が東京10区の補欠選挙に立候補して退職（公職選挙立候補に伴う自動失職。若狭はその後に補選で当選）したことに伴い、10月19日に繰り上げ当選（官報では19日付）。10月20日、志帥会に入会。
2017年（平成29年）3月11日、自民党愛知県連は田畑を国替えさせ、愛知2区支部長に充てることを決定。党本部の承認が下り、名古屋市千種区今池5丁目のマンションに住居を移す。同年10月22日の第48回衆議院議員総選挙に愛知2区から重複立候補するも、希望の党の古川元久に選挙区で敗れる。この選挙の自由民主党の比例東海ブロックにおける獲得議席は7議席であったものの、立憲民主党の比例名簿の候補が1議席分足りなくなったため次点の自由民主党が8議席目を獲得、その最後の1議席を田畑と青山周平（愛知12区で敗北）が争い、惜敗率で田畑が青山を上回り3期目の当選を果たした（田畑71.945％、青山70.067％）
。台風21号の影響で開票が翌日にずれ込んでおり、田畑が総選挙最後の当選確定者となった。
2019年（平成31年）2月21日付で後述の不祥事により自民党を離党。同月27日付で衆議院に議員辞職願を提出、3月1日の衆議院本会議で辞職が許可された（その後、同党の吉川赳が繰り上げ当選）。

## 人物・不祥事

### 元事務員による不当解雇訴訟
2017年（平成29年）9月にパート事務員として採用した名古屋市の女性を、田畑は2018年（平成30年）6月に解雇。女性は、田畑が行った行為は人員整理の必要性などが認められる整理解雇の要件を満たしておらず、不当解雇だと主張。名古屋地裁に労働審判を申し立てたが、調停は成立せず同年10月に訴訟に移行した。また、この訴訟は週刊文春にも記事として扱われており、他にもう一件として別の事務所関係者とパワハラ案件の係争を有しているとしている。2020年（令和2年）1月21日、名古屋地裁は女性の解雇は不当だったと認め、解雇されなければ受け取れた賃金として約250万円の支払いを田畑に命じた。

### 交際相手への盗撮・準強制性交疑惑
2018年（平成30年）夏、田畑は面識のない20代の会社員女性にフェイスブックを通じて「誕生日おめでとうございます」とメッセージを送信。それから両者の間でメッセージのやりとりが続き、同年秋、田畑は女性に「仕事上助けになるような人を紹介してあげる」と近づいた。二人は10月から交際を始める。しかし、交際中、動画を撮る音が聞こえたりするため、女性は11月から田畑の行動に盗撮との疑いを持つようになった。12月24日、まだ交際中であった女性は名古屋市内の居酒屋で飲酒を伴う食事を田畑としたのち、女性の自宅マンションに向かった。田畑は酔って意識を失った女性を避妊具なしで性行為をした。翌日の朝、田畑のスマートフォンに女性の裸を撮影した動画や画像が大量に保存されていたことが発覚した。女性が田畑を問い詰めると、田畑は「完全に自分が見たかっただけ。だって寝ちゃうんだもん」と弁解した。
2019年（平成31年）1月9日付で弁護士を通じ示談金を提示した書面を女性に送り、解決を図ろうとしたが、2月6日、女性は愛知県警に準強制性交容疑の告訴状を提出した。また、前述のように田畑に性行為の様子を隠し撮りするなど盗撮癖があったことから、軽犯罪法違反容疑でも被害届を提出した。
同年2月15日の国会本会議後、中日新聞社の記者が女性の名前を出した上で田畑に乱暴の事実を確認すると、「知らない」と答えた。そして同日、田畑が離党届を提出したことが関係者の証言で明らかとなった。自由民主党内からは議員辞職も取り沙汰される中、2月20日、立憲民主党など主要野党の国対委員長は国会内で会談し、「議員辞職に値する。離党で済む話ではない」との認識で一致した。2月21日、党愛知県連会長の藤川政人は、愛知2区内の県議と市議計6人の連名で田畑の辞職を求める上申書を、党紀委員会の山東昭子委員長に提出。「決して許されるものではなく、看過することが到底できない」と辞職を強く主張したが、自民党は同日、離党届を受理し、早々に幕引きをはかった。同日に開かれた二階派会合で伊吹文明衆議院議員は「問題にならないようにやらないとだめだ。同じことをやるにしても」と発言した。
同年2月27日、週刊文春電子版は田畑が2010年にSNS上で知り合った当時16歳の女子高生を、自宅兼事務所とされるマンションに連れ込み、避妊具なしで無理やり行為に及び、ビデオで撮影したと報じた。同日、田畑は辞職願を提出。2月28日、週刊文春3月7日号が発売。前日配信された記事が掲載される。田畑は3月1日付で辞職した。
愛知県警に告訴されていた問題で、県警は4月22日、田畑を準強制性交等と軽犯罪法違反の疑いで書類送検した。その後、女性側との間に示談が成立し、刑事告訴や被害届を取り下げられた。同年7月30日、名古屋地検は田畑を不起訴処分とした。

### 統一教会との関係
2018年8月2日から5日にかけて、世界平和統一家庭連合（旧統一教会）の関連団体の天宙平和連合（UPF）主催の「中南米サミット2018」がブラジルのサンパウロで開催。韓鶴子総裁も参加した同イベントに、田畑、原田義昭、江島潔、穴見陽一ら4人の国会議員が出席した。

## 政策・主張

### 憲法
- 憲法改正について、2012年、2017年のアンケートで「賛成」と回答[54][55]。

- 9条改憲について、2014年の毎日新聞社、2017年の中日新聞社のアンケートで「賛成」と回答[56][57]。

- 2014年7月1日、政府は従来の憲法解釈を変更し、集団的自衛権の行使を容認することを閣議で決定[58]。この閣議決定を評価するかとの問いに対し、同年の朝日新聞社のアンケートで回答しなかった[59]。集団的自衛権の行使に賛成かとの問いに対し、同年の毎日新聞社のアンケートで「賛成」と回答[56]。

### 外交・安全保障
- 普天間基地の移設問題について、2012年の毎日新聞社のアンケートで「名護市辺野古に移設すべき」と回答[54]。

- 「政府が尖閣諸島を国有化したことを評価するか」との問いに対し、2012年の毎日新聞社のアンケートで「評価する」と回答[54]。

- 日本による過去の植民地支配と侵略を認めて謝罪した「村山談話」の見直し論議について、2014年の毎日新聞社のアンケートで回答しなかった[56]。

- 従軍慰安婦に対する旧日本軍の関与を認めた「河野談話」の見直し論議について、2014年の毎日新聞社のアンケートで「見直すべき」と回答[56]。

- 安全保障関連法の成立について、2017年のアンケートで「評価する」と回答[55]。

- 「他国からの攻撃が予想される場合には敵基地攻撃もためらうべきではない」との問題提起に対し、2017年のアンケートで「どちらとも言えない」と回答[55]。

### その他
- 選択的夫婦別姓の導入について、2017年のアンケートで「どちらとも言えない」と回答[55]。

- 同性婚を可能とする法改正について、2017年のアンケートで「どちらかといえば賛成」と回答[55]。

- 原子力発電所の再稼働問題について、2017年の中日新聞社のアンケートで「新規制基準を満たす原発は再稼働すべき」と回答[57]。

- アベノミクスについて、2017年の朝日新聞社のアンケートでは「評価する」と回答[55]。

- 安倍内閣による森友学園問題・加計学園問題への対応について、2017年の朝日新聞社のアンケートで「どちらかと言えば評価する」と回答し[55]、同年の中日新聞社のアンケートで「安倍首相らによって十分な説明がなされた」と回答[57]。

- 首相の靖国神社参拝について、2017年のアンケートで「どちらとも言えない」と回答[55]。

- 「『道徳』を小中学校の授業で教え、子供を評価することに賛成か、反対か」との問いに対し、2014年の毎日新聞社のアンケートで「賛成」と回答[56]。

## 所属していた団体・議員連盟
- 日本建設職人社会振興議員連盟
- トラック輸送振興議員連盟
- 自動車議員連盟
- 神道政治連盟国会議員懇談会
- 2025年大阪万国博覧会を実現する国会議員連盟
- 保険制度改善推進議員連盟
- 日本・インドネシア国会議員連盟
- 東アジア・アセアン経済研究センターを支援する超党派議員連盟
- 水力発電促進議員連盟
- 超党派高レベル廃棄物の中間処理に関する議員連盟
- 日華議員懇談会
- 天皇陛下御即位三十年奉祝国会議員連盟